# John Spellman
John Franklin „Jack” Spellman (ur. 14 czerwca 1899 w Middletown, zm. 1 sierpnia 1966 w Mhangura Mine w Rodezji) – amerykański zapaśnik walczący w stylu wolnym. Złoty medalista olimpijski z Paryża 1924, w wadze półciężkiej.
Zawodnik Enfield High School z Enfield i Brown University. Zawodnik futbolu amerykańskiego.

## Letnie Igrzyska Olimpijskie 1924
| Konkurencja      | Rundy eliminacyjne    | Rundy eliminacyjne    | Rundy eliminacyjne       | Rundy eliminacyjne      | Klas. końcowa |
| Konkurencja      | 1/16                  | Ćwierćfinał           | Półfinał                 | Finał                   | Miejsce       |
| ---------------- | --------------------- | --------------------- | ------------------------ | ----------------------- | ------------- |
| 87 kg styl wolny | Walter Wilson (GBR) Z | George Rumpel (CAN) Z | Calle Westergren (SWE) Z | Rudolf Svensson (SWE) Z | 1.            |